# Лошадь-качалка

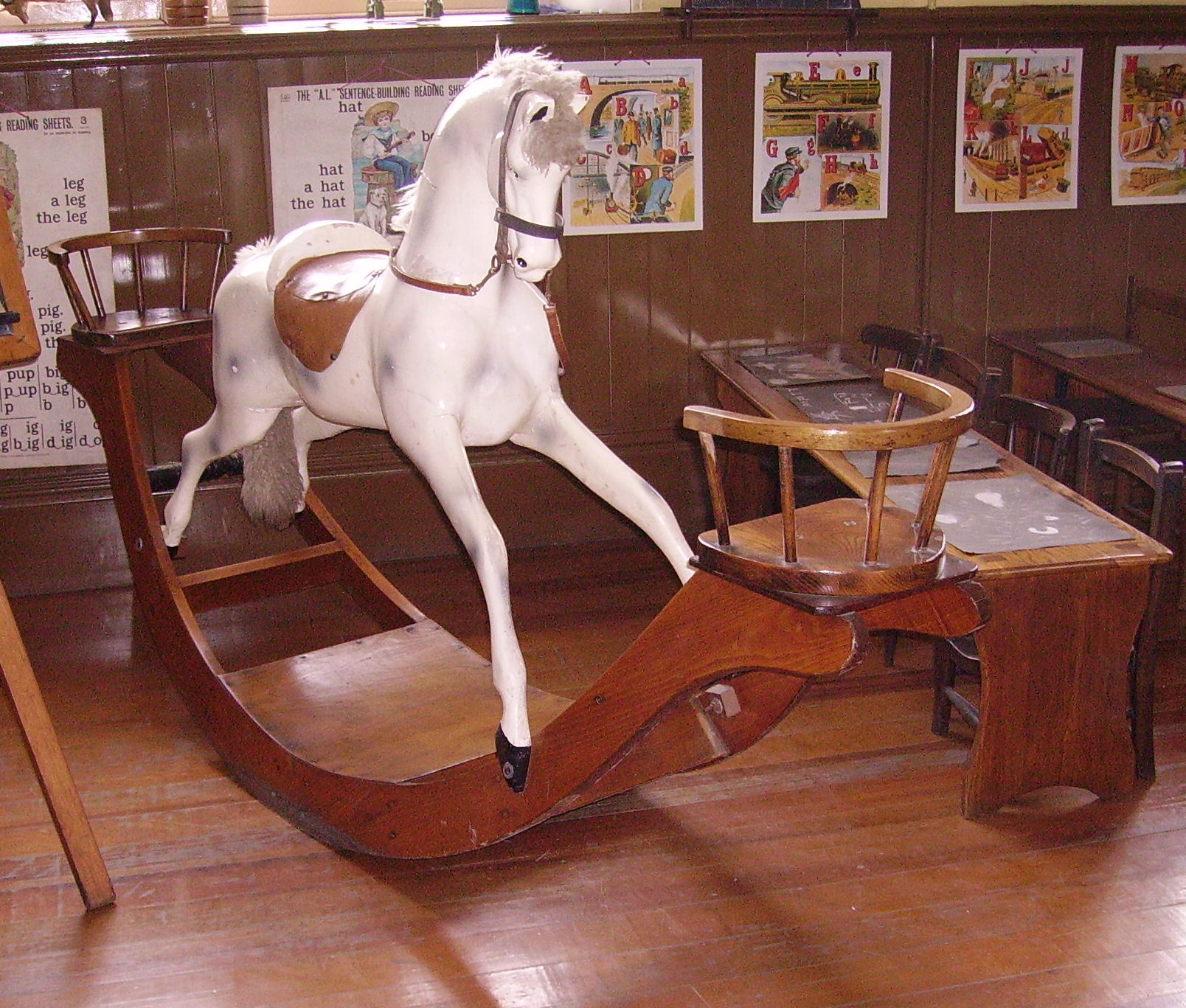
Пример музейного экспоната лошади-качалки.

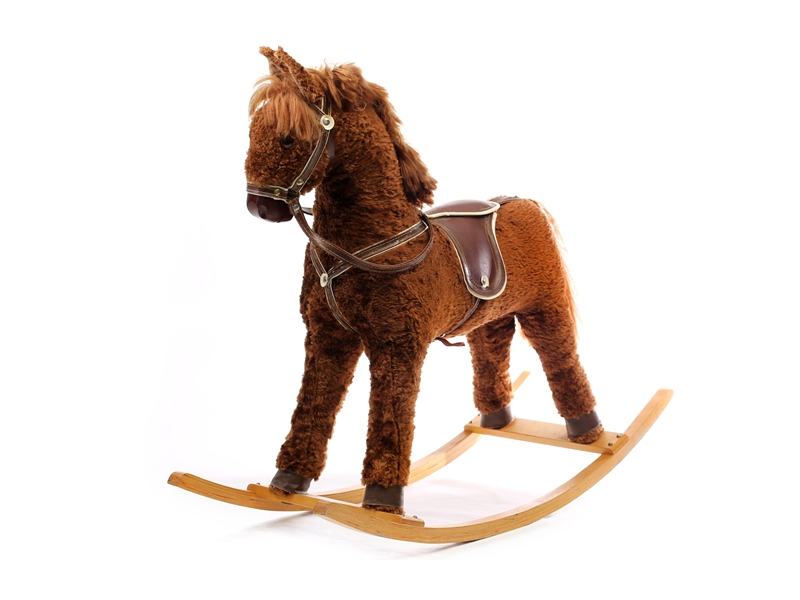
Лошадь-качалка в коллекции Детского музея Индианаполиса

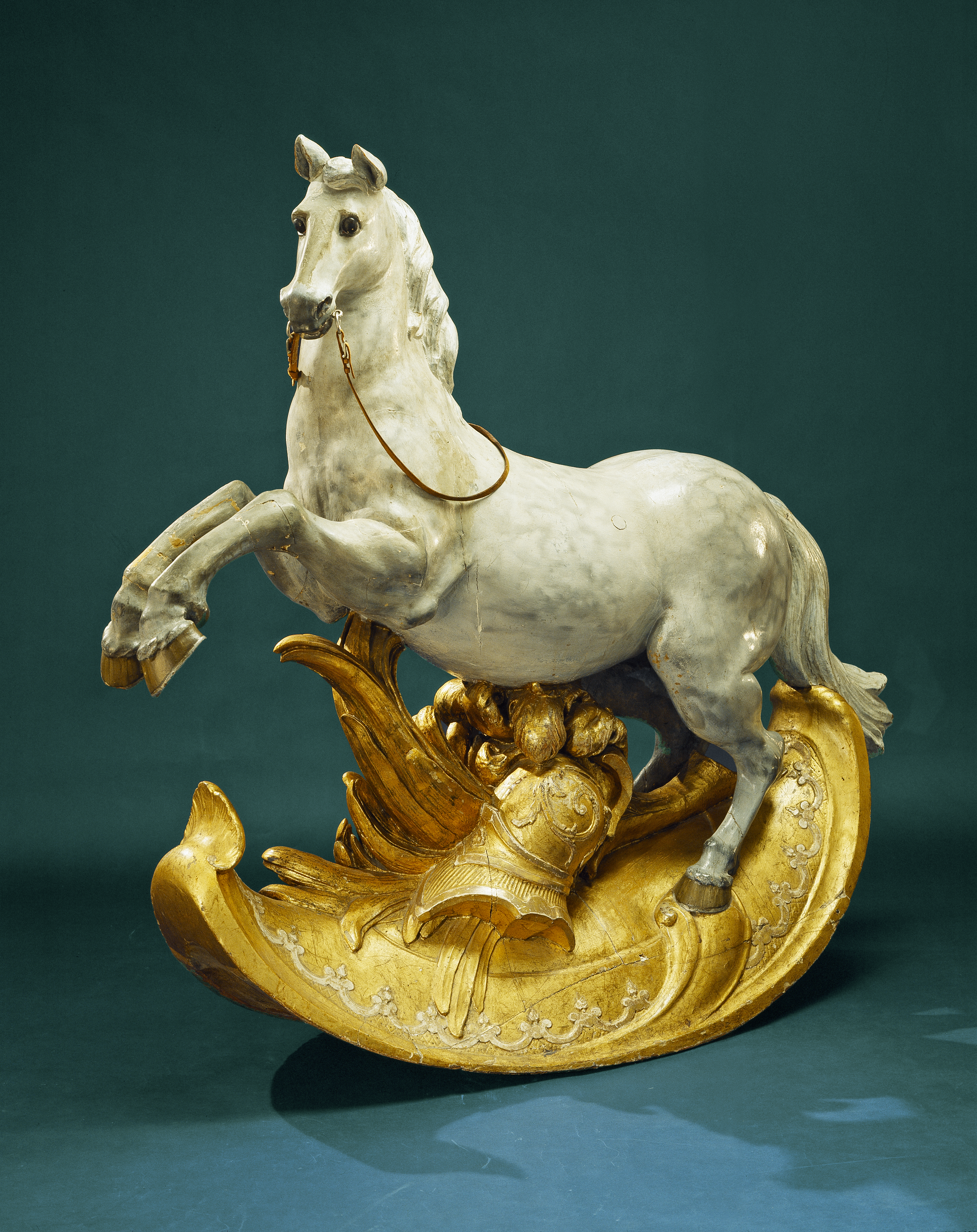
Деревянная лошадь-качалка на позолоченном стенде, возможно, принадлежащая королю Швеции Густаву III в детстве

Ло́шадь-кача́лка — игрушка в форме лошади, закреплённая на конструкции из четырёх полос, две из которых (нижние горизонтальные) являются криволинейными, давая возможность раскачивания.
Её предшественниками считаются колыбель, другие варианты игрушек-«качалок» и игрушки в виде лошадей на колёсах. В своём нынешнем виде лошадь-качалка появилась не ранее XVII века на территории британских колоний в Северной Америке, хотя есть источники, указывающие, что такая игрушка могла существовать ещё во времена Средневековья или даже древней Греции.
Известной детской игрушкой лошадь-качалка стала приблизительно с начала XIX века, из Англии распространившись по странам Европы (получив особенное распространение в Германии), но в то время это была по большей части игрушка будущих королей или знатных вельмож, а сами лошади-качалки изготавливались мастерами резьбы по дереву и богато украшались. Массовой детской игрушкой, производимой поточно, лошадь-качалка стала только в конце XIX века. Отдельные образцы этой игрушки являются настоящими произведениями искусства и выставлены в качестве экспонатов в этнографических или других музеях. В некоторых странах (например, в Польше) до сих пор распространено ремесленное производство лошадей-качалок. Ранее практически единственным материалом для изготовления лошадей-качалок было дерево, а некоторые экземпляры даже отделывались мехом, но с середины XX века получило распространение их производство сначала из пластмассы, а затем из пластика.
По данным Книги рекордов Гиннесса за 2006 год, самая большая лошадь-качалка, созданная в 2000 году, имеет 2,317 метра в высоту и весит почти 500 килограммов.